# 시카리오: 데이 오브 솔다도
《시카리오: 데이 오브 솔다도》(영어: Sicario: Day of the Soldado)는 2018년 개봉한 미국의 액션, 범죄, 스릴러 영화로, 영화 《시카리오: 암살자의 도시》의 후속편이다. 스테파노 솔리마가 감독을, 테일러 쉐리던이 전편에 이어 각본을 맡았다. '솔다도'는 스페인어로 "군인"을 뜻한다.

## 출연

### 주연
- 조슈 브롤린
- 베니시오 델 토로
- 이사벨라 모너

### 조연
- 제프리 도노반
- 캐서린 키너
- 엘리야 로드리게즈
- 매튜 모딘
- 쉐어 위햄
- 데이비드 카스타네다
- 브루노 비치어
- 마누엘 가르시아 룰포

## 기타
- 사운드슈퍼바이저: 알란 로버트 머레이
- 미술: 케빈 카나노프
- 세트: 멕 에버리스트
- 세트: 다니엘라 로하스
- 특수효과: 마이클 메인아르두스
- 시각효과: 데릭 웬트워스
- 의상: 데보라 린 스콧
- 배역: 조 에드너 볼딘
- 배역: 마리 베뉴
- 배역: 마리솔 론칼리